# زاکژوو (شهرستان کراپکوویتسه)
زاکژوو (به لهستانی:  Zakrzów) یک روستا در لهستان است که در گمینا گوگولین واقع شده‌است.